# Renato Steffen
Renato Steffen (* 3. November 1991 in Aarau) ist ein Schweizer Fussballspieler. Er steht seit 2022 beim FC Lugano in der Schweizer Super League unter Vertrag.

## Karriere

### Verein

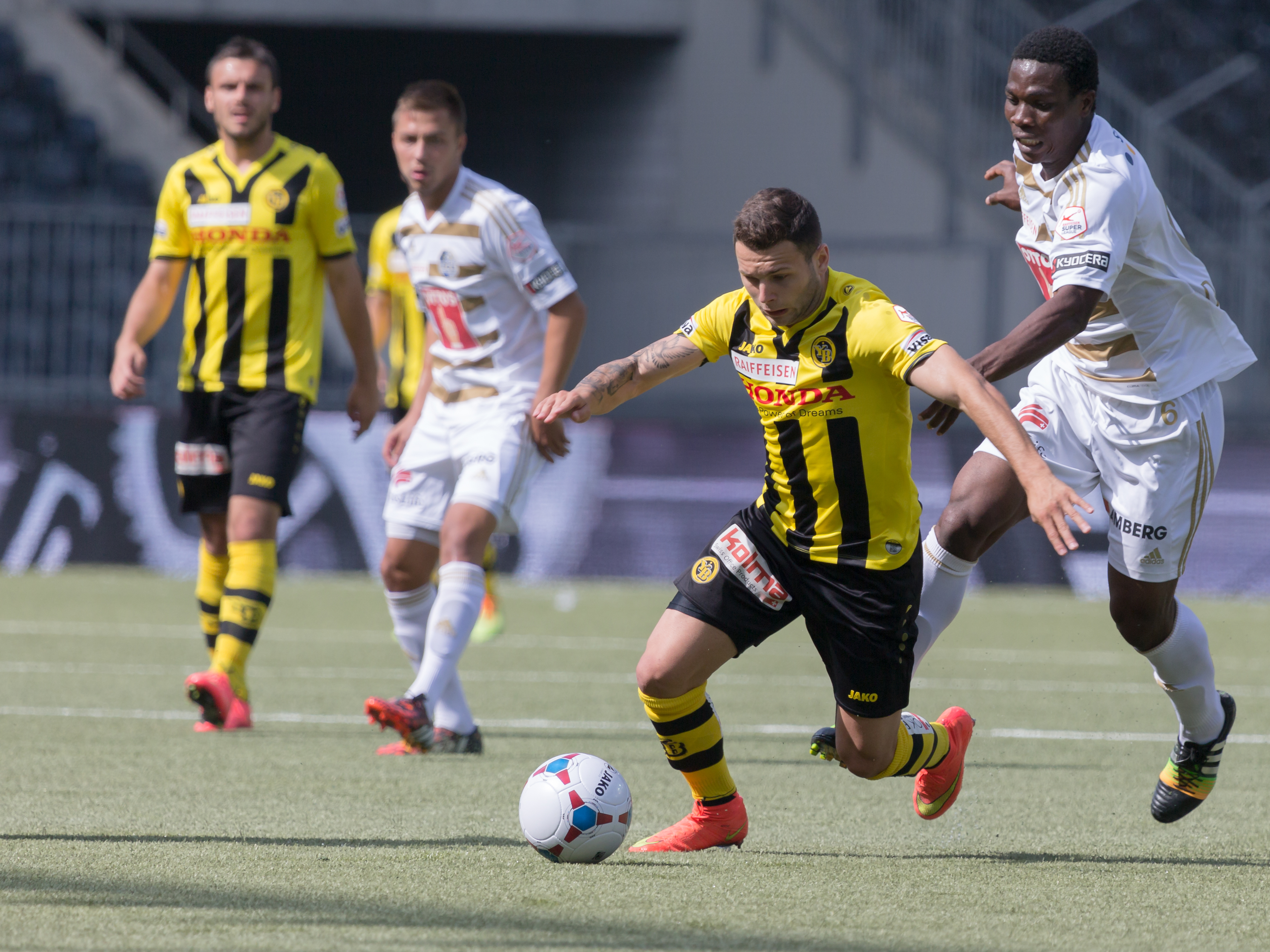
Renato Steffen im Dress des BSC Young Boys beim Zweikampf gegen Thierry Doubaï

Seine Juniorenzeit verbrachte Renato Steffen beim FC Erlinsbach und beim FC Aarau. Nachdem er beim SC Schöftland und beim FC Solothurn gespielt hatte, wechselte er im Sommer 2012 zum FC Thun, für den er sein Debüt in der Super League am 2. September 2012 im Spiel gegen den Servette FC Genève gab. Er wechselte 2013 zum BSC Young Boys, für den er bis Ende 2015 spielte.
Am 12. Januar 2016 wechselte er zum FC Basel (FCB). Er unterzeichnete einen Viereinhalbjahresvertrag. Seinen ersten Treffer für den FC Basel erzielte er am 2. Februar 2016 in einem Testspiel gegen Neuchâtel Xamax. Sein erstes Pflichtspiel für den FC Basel bestritt er am 7. Februar 2016, bei welchem er in der 75. Minute für Matias Delgado eingewechselt wurde und das Tor zum 3:0 schoss. Unter Trainer Urs Fischer gewann Steffen am Ende der Meisterschaft 2015/16 und der Meisterschaft 2016/17 den Meistertitel mit dem FCB. Für den Club war es der 8. Titel in Serie und insgesamt der 20. Titel in der Vereinsgeschichte. Er gewann auch den Cupwettbewerb am 25. Mai 2017 mit 3:0 gegen Sion und somit das Double.

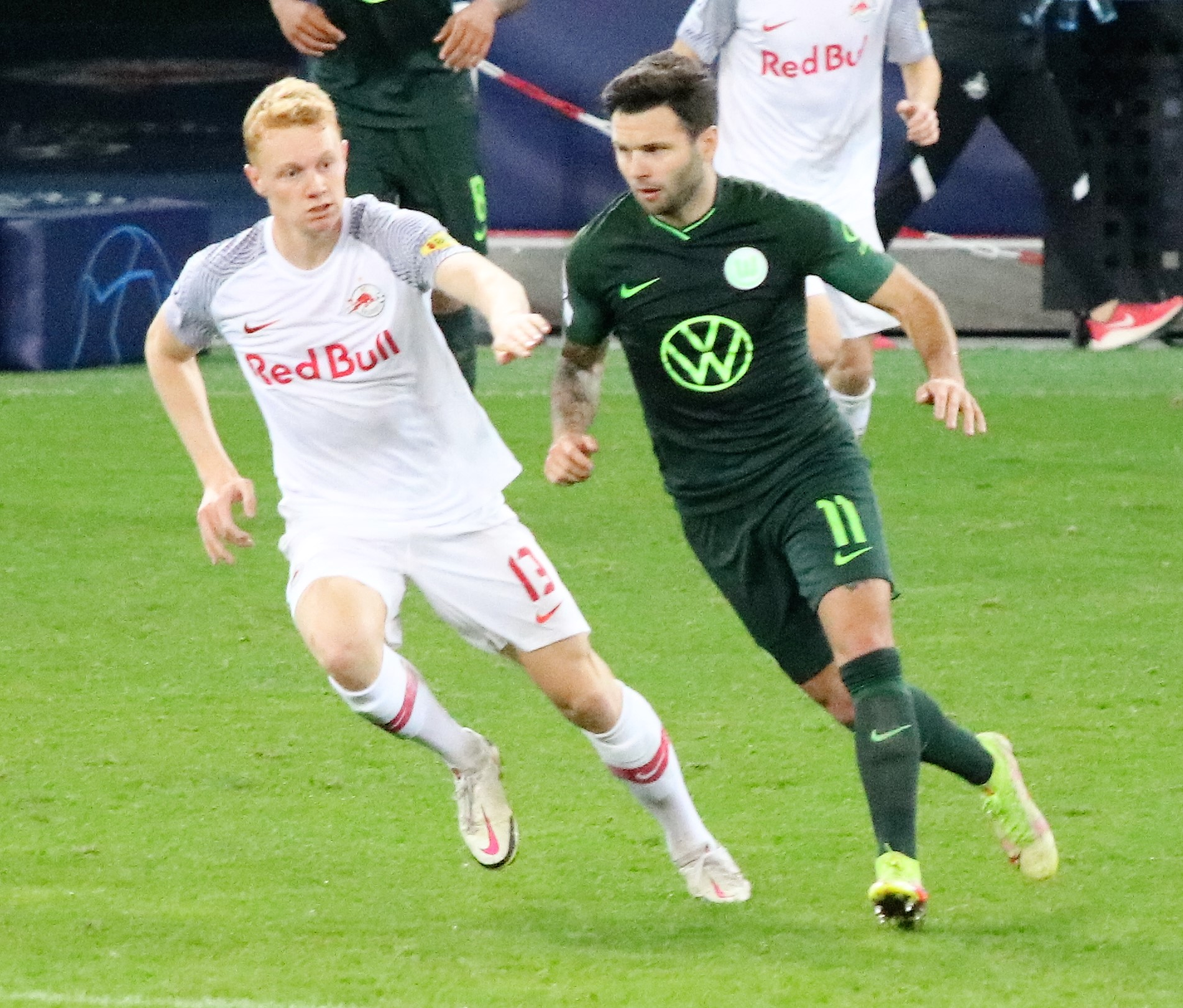
Renato Steffen während eines Champions-League-Spiels im Trikot des VfL Wolfsburg (2021)

Zur Rückrunde der Saison 2017/18 wechselte Steffen zum VfL Wolfsburg. Am 10. Januar 2018 unterschrieb er bei den Wölfen einen Vertrag bis 2021. Sein Bundesligadebüt gab er am 14. Januar 2018 (18. Spieltag) beim torlosen Unentschieden im Auswärtsspiel gegen Borussia Dortmund mit Einwechslung für Daniel Didavi in der 64. Minute. Seinen ersten Bundesligatreffer für Wolfsburg erzielte er am 1. September 2018, dem 2. Spieltag der folgenden Saison 2018/19, beim Auswärtssieg gegen Bayer 04 Leverkusen zum 3:1-Endstand. 2020 verlängerte Steffen seinen Vertrag bei den Wölfen bis 2023. In insgesamt viereinhalb Jahren im Verein bestritt er mit den Wolfsburgern bis Sommer 2022 144 Pflichtspiele, davon 115 in der Bundesliga.
Im August 2022 kehrte Steffen in die Schweiz zurück und schloss sich dem Superligisten FC Lugano an.

### Nationalmannschaft
Steffen debütierte am 9. Oktober 2015 für die Schweizer Fussballnationalmannschaft beim 7:0 gegen San Marino im EM-Qualifikationsheimspiel für die Europameisterschaft 2016, nachdem er zuvor nie Juniorennationalspieler gewesen war. Die Europameisterschaft 2016 verpasste Steffen verletzt, für die Weltmeisterschaft 2018 wurde er nicht aufgeboten. An der 2021 ausgetragenen Europameisterschaft konnte er wiederum wegen einer Verletzung nicht teilnehmen. Im Jahr darauf nahm er mit der Nationalmannschaft schließlich bei der Weltmeisterschaft 2022 an seinem ersten Turnier teil, bei der das Team im Achtelfinale gegen Portugal ausschied. Steffen selbst kam während des Turniers im Gruppenspiel gegen Brasilien zu einem Einsatz. Nach erfolgreicher Qualifikation nahm er mit dem Team auch an der Europameisterschaft 2024 teil, bei der er im Achtelfinale gegen Italien ebenfalls zu einem Turniereinsatz kam, ehe die Schweizer Auswahl im Viertelfinale gegen England ausschied.

## Titel und Erfolge
FC Basel
- Schweizer Meister: 2015/16, 2016/17
- Schweizer Cupsieger: 2016/17